# اروپای دوران باستان

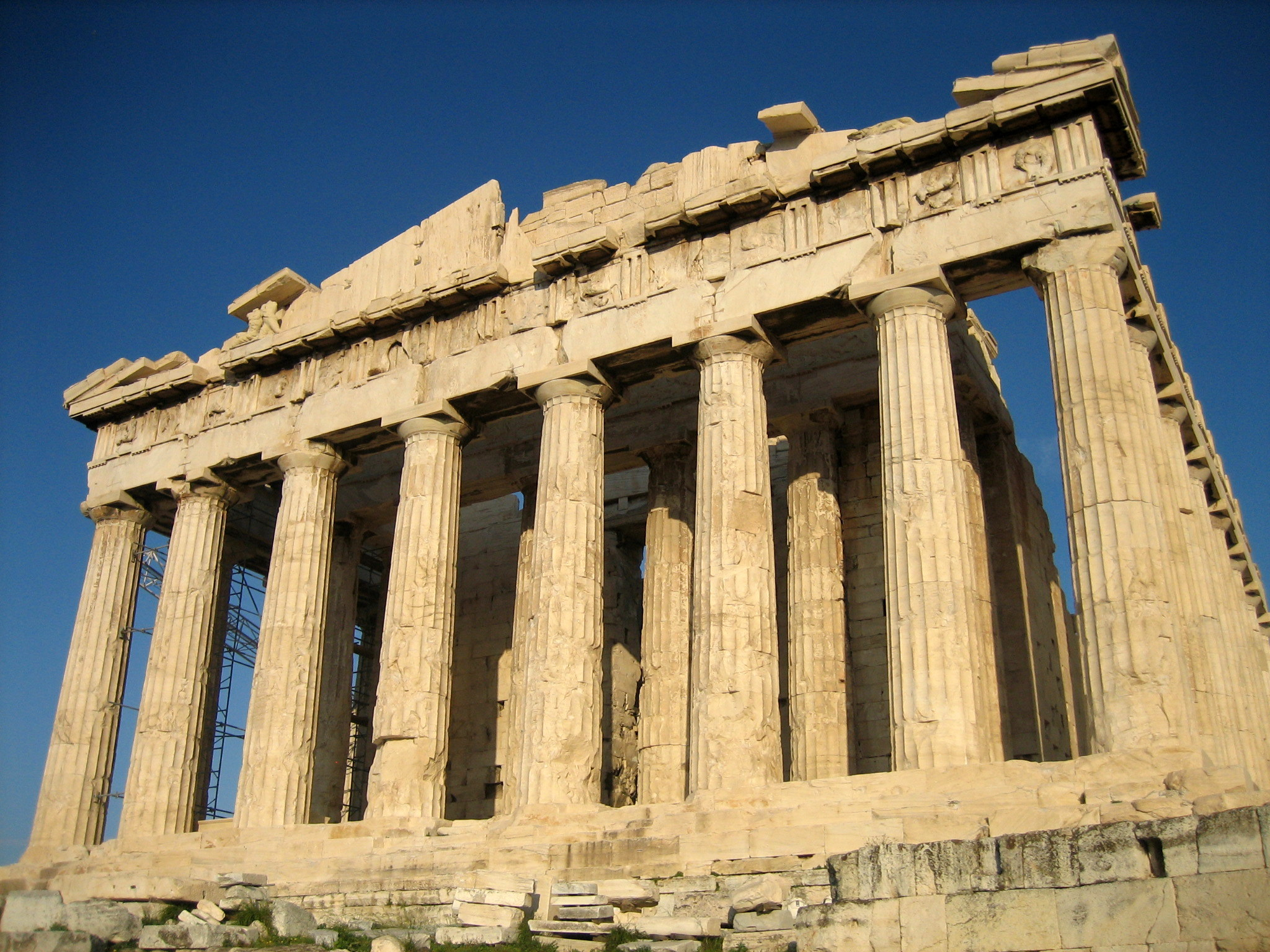
پارتنون، یکی از نمادهای سنتی دوران باستان به‌شمار می‌رود.

اروپای دوران باستان، اروپای دوران قدیم یا اروپای دوران کلاسیک، عبارتی است که برای محدودهٔ زمانیِ طولانی از تاریخ در منطقهٔ مدیترانه شامل تمدن‌های یونان باستان و روم باستان، که جهان یونانی رومی نامیده می‌شود، به‌کار می‌رود. این دورهٔ تاریخی، دوران شکوفایی جوامع یونان و روم و تأثیرگذاری آن‌ها بر سرتاسر اروپا، شمال آفریقا و خاورمیانه به‌شمار می‌رود.
معمولاً آغاز این دوره همزمان با نخستین اشعار ثبت‌شدهٔ حماسی هومر (سدهٔ ۸ تا ۷ پیش از میلاد) در نظر گرفته می‌شود. این دوران شامل دوران رشد امپراتوری روم، پیدایش مسیحیت و دوران افول امپراتوری روم می‌شود و تا اواخر عصر باستان
(سده‌های ۴ تا ۷) ادامه می‌یابد و با آغاز دوران تاریک (سده‌های ۷ تا ۱۱) و قرون وسطی پایان می‌یابد.

## دوران شکوفایی جوامع یونان و روم
رومیان در دوران کلاسیک باستان، نقش بسیار داشتند. جمهوری روم و سپس امپراتوری روم از سال ۲۷ پیش از میلاد حدود دو قرن یکه‌تاز بودند. روم ثبات سیاسی و شکوه و جلال خودش را به رخ می‌کشید و در مدیترانه و بخش اعظم اروپای غربی خدایی می‌کرد.
سرزمین‌های امپراتوری با یک شبکه از راه‌ها به پایتخت، رم، وصل می‌شد و شهروندان از یک قانون مشترک، فرهنگ مشترک و زبان مشترک (زبان لاتین)، بهره‌مند بودند.
رومی‌ها به مهیاسازی مواد اولیه حقوق، قوانین، هنر و ادبیات و معماری و زبان در دنیای غرب کمک کردند. آن‌ها همچنین در صنعت تأمین مواد اولیه برای نوشتن کتاب، ابتکار زیادی به خرج داده و آن را به شکلی درآوردند که امروز می‌شناسیم.
حاکمیت تمدن رومی بر اروپای غربی و ناحیهٔ مدیترانه، تأثیرات مهم باستان‌شناختی و شواهد ادبیِ بسیار برجا گذاشت.
یونانی‌ها از قرن هشتم قبل از میلاد، ساخت شهرهای جدید در سراسر مدیترانه را آغاز کردند و آتن طی دو قرن (از ۵۰۰ تا ۳۰۰ قبل از میلاد) به مرکز مهم تجاری و رشد خلاقیت در زمینه‌هایی چون شعر، هنر، نمایشنامه‌نویسی و فلسفه تبدیل شده بود.
یونان باستان از ده‌ها «دولت–شهر» مستقل تشکیل می‌شد و شهروندان آتن از یک دموکراسی ابتدایی هم برخوردار بودند. مردم سالاری و دموکراسی در لفظ واژه‌ای مربوط به همان عصر یعنی دوران باستان است که به معنای «دموس» یا «توده مردم» به کار می‌رفت.
دستاوردهای فرهنگی دولت ـ شهرهای یونان جهان غرب را بسیار تحت تأثیر قرار داد. دانشمندان یونانی در امور طبیعی و ریاضیات و… به کشفیات جدید نائل شدند و فلسفه و حکمت و امثال سقراط و افلاطون و ارسطو را ارج می‌نهادند. در آن دوران علاوه بر فلسفه، هنر و درام یونانی هم شکوفا شد.
ازجمله مشخصات دوران باستان، برده‌داری، اسطوره‌گرایی، رواج افسانه‌های تاریخی (دربارهٔ زئوس، آپولو، آفرودیته، پرومته و…)، همچنین طرح پرسش‌های جاودان مثل از کجا آمده‌ام، آمدنم بهر چه بود و ما برای چی زاده شدیم؟ است که امثال هومر و آریستوفان در «ایلیاد» و «اودیسه» و «کمدی صلح»... به آن پرداخته‌اند.
یونانیان اولین ملتی بودند که حروف کامل الفبا را ابداع کردند و همین مسئله افق تازه‌ای برای حفظ و گسترش دانش و دانستنی‌های بشر خلق نمود.
آنان همچنین اولین کسانی بودند که به سرودن شعر و نوشتن نمایشنامه روی آوردند.